# Cetățenie
Cetățenia este apartenența legală a unei persoane fizice la un stat. Regulile care sunt legate de cetățenie, se aplică pe cât posibil asupra persoanelor juridice. O persoană poate avea mai multe cetățenii. O persoană care nu are cetățenia nici unui stat se spune că este apatrid, în timp ce cel care trăiește la frontierele de stat a cărui statut teritorial este nesigur, este cel de la punctul de frontieră.
Naționalitatea este adesea folosită ca sinonim pentru cetățenie în limba engleză - în special în dreptul internațional - deși termenul este uneori înțeleasă ca denotând apartenența unei persoane la o națiune (un grup etnic mare). În unele țări, de ex. Statele Unite, Regatul Unit, naționalitatea și cetățenia pot avea semnificații diferite.

## Caractere juridice
Cetățenia apare în 2 ipostaze:
1. Ca instituție politică în dreptul obiectiv
2. Ca o condiție juridică (statut) în dreptul subiectiv

- În prima accepțiune:

Cetățenia reprezintă un ansamblu de norme juridice ce reglementează raporturi sociale grupate în jurul necesității de a asigura plenitudinea drepturilor și obligațiilor prevăzute de constituție și legi acelor persoane care, prin sentimentele și interesele lor, sunt strâns legate de destinele statului respectiv. Fiind o instituție complexă, este o instituție a dreptului constituțional, menționează I. Deleanu întrucât: 
a) este o expresie a suveranității politice. Statul pe temeiul suveranității lui stabilește statutul juridic al cetățenilor săi.
b) numai cetățenii au dreptul să participe la executarea puterii în formele instituționalizate ale democrației directe (sufragiul, referendumul, inițiativa populară) sau în ale democrației reprezentative
- În a doua accepțiune:

În acest sens ea se axează pe ideea de subiect de drept a cărei poziție juridică în cadrul unor anumite raporturi o caracterizează și numai aici se vorbește de cetățenia unei persoane (ex. dobândirea și pierderea cetățeniei)

## Apatrizii și bipatridele
Dreptul constituțional cunoaște situațiile în care o persoană poate avea cetățenia mai multor state sau nu are cetățenie deloc:
- apatrid (persoană fără cetățenie) - o persoană care nu este considerată cetățean de către nici un stat în virtutea dreptului său.
- bipatrid - o persoană care are dovada cetățeniei sale din două state. Bipatridele sunt, de asemenea, denumite în mod obișnuit persoane cu mai mult de o cetățenie.

## Cetățenie contra cost
Programe care oferă investitorilor străini posibilitatea obținerii cetățeniei există de multă vreme în Europa.
Marea Britanie este una dintre primele țări care a elaborat un asemenea proiect.
Din 2012 până în prezent, concurența a crescut: numeroase state europene luptă pentru atragerea imigranților.
În 2013, guvernul maltez a lansat o inițiativă legislativă intitulată „Individual Investor Program“ prin care contra unei anumite sume de bani poate fi obținută cetățenia.
Conform acestei legi, persoana proaspăt naturalizată nu trebuie să fi locuit pe teritoriul Maltei înainte de depunerea cererii.
Celelalte state membre ale UE au reacționat imediat.
„Portița malteză” nu era deloc în conformitate cu regulile generale de acordare a cetățeniei.
Potrivit comisarului european pentru Justiție și Drepturi Fundamentale, Viviane Reding, trebuie să existe o legătură reală între țara adoptivă și străinul care-i solicită cetățenia.
În cele din urmă, Malta a fost nevoită să impună o ședere minimă de 12 luni pe teritoriul insulei înaintea acordării cetățeniei.